# Ernes Erko Kalač

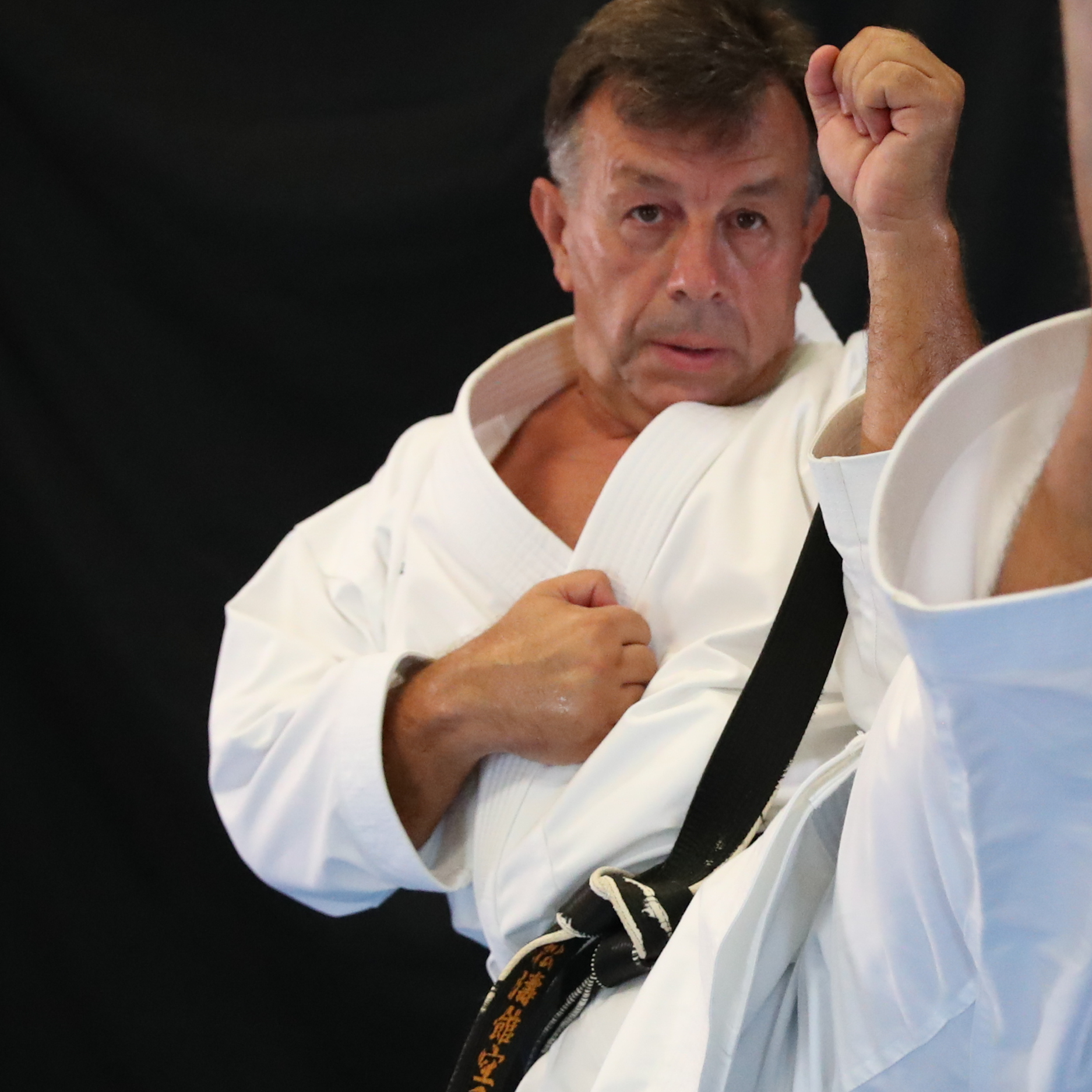
Ernes Erko Kalac (2020)

Ernes Erko Kalač (* 28. Juni 1964 in Rožaje, Jugoslawien) ist ehemaliger Integrationsbotschafter des Deutschen Olympischen Sportbunds. Er ist Diplom-Sporttrainer, Karateka und Kickboxer und war Referent bei der World Karate Federation (WKF) für Menschen mit Behinderung und Ansprechpartner für das paralympische Komitee. Kalač ist Mitglied der SPD.
In den Jahren 1970 bis 1979 besuchte er die Schule „Mustafa Pecanin“ (Grundschule) in Rožaje (heute in Montenegro), von 1980 bis 1984 das Gymnasium „30. Septembar“ und machte dort sein Abitur. Hier absolvierte er außerdem eine Ausbildung zum Wissenschaftlichem Helfer in Mathematik. Im Jahr 1984 begann er sein Studium zum Diplom-Maschinenbau-Ingenieur an der Technischen Universität in Novi Sad, Serbien, das er im Jahr 1989 erfolgreich abschloss. Gleichzeitig studierte er vier Semester am Institut für Sport und Körperkultur, ebenfalls in Novi Sad, den Beruf des Diplom-Karate-Sportlehrers; das Studium schloss er 1989 ebenfalls mit Erfolg ab.
Seine Schwester Samira (Kalač) Schulz starb am 4. August 2021, einen Tag bevor der er in Tokio bei den Olympischen Spielen als Teil des Flüchtlingsteams für Karate teilnahm. Er teilte niemandem die traurige Nachricht mit und wollte nicht, dass sich negative Stimmung verbreitet. Trotz der strengen Coronaregeln schafft er es, rechtzeitig zu Beerdigung nach Deutschland zu kommen.

## Trainerlaufbahn
Ernes Erko Kalač (6. DAN Karate) fing mit zehn Jahren an, Kampfsport zu betreiben. Im Jahr 1988 gründete er in seiner Heimatstadt Rožaje den Karateclub „IBAR“ Rozaje Montenegro und war dort als Trainer tätig. 1998 flüchtete er vor den Kriegshandlungen nach Deutschland und arbeitete als Kickbox- und Karatetrainer beim Killer Sports Club in Groß-Zimmern. Von 1999 bis 2002 war er Karatetrainer in Maintal und Karatetrainer im Budokan Offenbach. Die B-Trainerlizenz für den deutschen Karateverband und die A-Trainerlizenz im Karateverband Montenegro führt Ernes Erko Kalač seit 2002. Zudem ist er Diplom-Sportlehrer. Von 2002 bis 2006 war er Nationaltrainer im Kumite-Karate für Serbien und Montenegro.

## Sportliche Erfolge
Wettkampf:
- 3. Platz Weltmeisterschaft im Karate Kumite 1988
- 3. Platz Europameisterschaft im Karate Kumite 1987
- Trainer- und Wettkämpfer der KOI World Cup Sieger 2002 im Karate Kumite-Mannschaft
- Mitteleuropäischer Meister im Vollkontakt Kickboxen 1997
- Österreicher Meister im Vollkontakt Kickboxen
- World-Cup-Sieger Vollkontakt-Kickboxen 1999

Trainer:
- 2002 Weltcup-Sieger mit LOTUS Kumite-Team
- 2003 Europameister mit Afrim Latifi Kumite Allkat und 3. Platz Kumite +80 kg
- 2004 Europameister mit Hüseyin Imam Kickboxen -65 kg
- 2005 Hessenmeister mit LOTUS Kumite-Team

## Auszeichnungen
- Goldene Plakette 2003 vom Karateverein Buducnost/Montenegro
- Goldene Plakette 2003 von der Karate Federation Montenegro
- Goldene Plakette 2003 vom Sportministerium Montenegro
- Jugendförderpreis 2004 der Sportstiftung Darmstadt
- Jugendförderpreis 2005 der Sparkasse Dieburg
- Stern in Bronze, Silber und Gold 2005 vom Deutschen Olympischen Sportbund
- Hessischer Integrationspreis 2006 vom hessischen Sozialministerium und dem Ministerpräsident a. D. Roland Koch
- Heinz-Lindner Preis 2007 vom Landessportbund Hessen
- 2008 Sportehrenpreis des Landkreises Darmstadt-Dieburg
- 2010 Ehrennadel in Gold vom Bayerischen Karate Bund (BKB)
- 2014 Ehrennadel in Gold vom Deutschen Karate Verband (DKV)
- 2016 Ehrendoktorwürde der Fachhochschule und Sportakademie Belgrad
- 2019 Preis „30. Septembar“ Tag der Befreiung Stadt Rozaje
- 2021 Bundesverdienstkreuz am Bande
- 2022 Sportplakette des Landes Hessen

## Integrationsarbeit

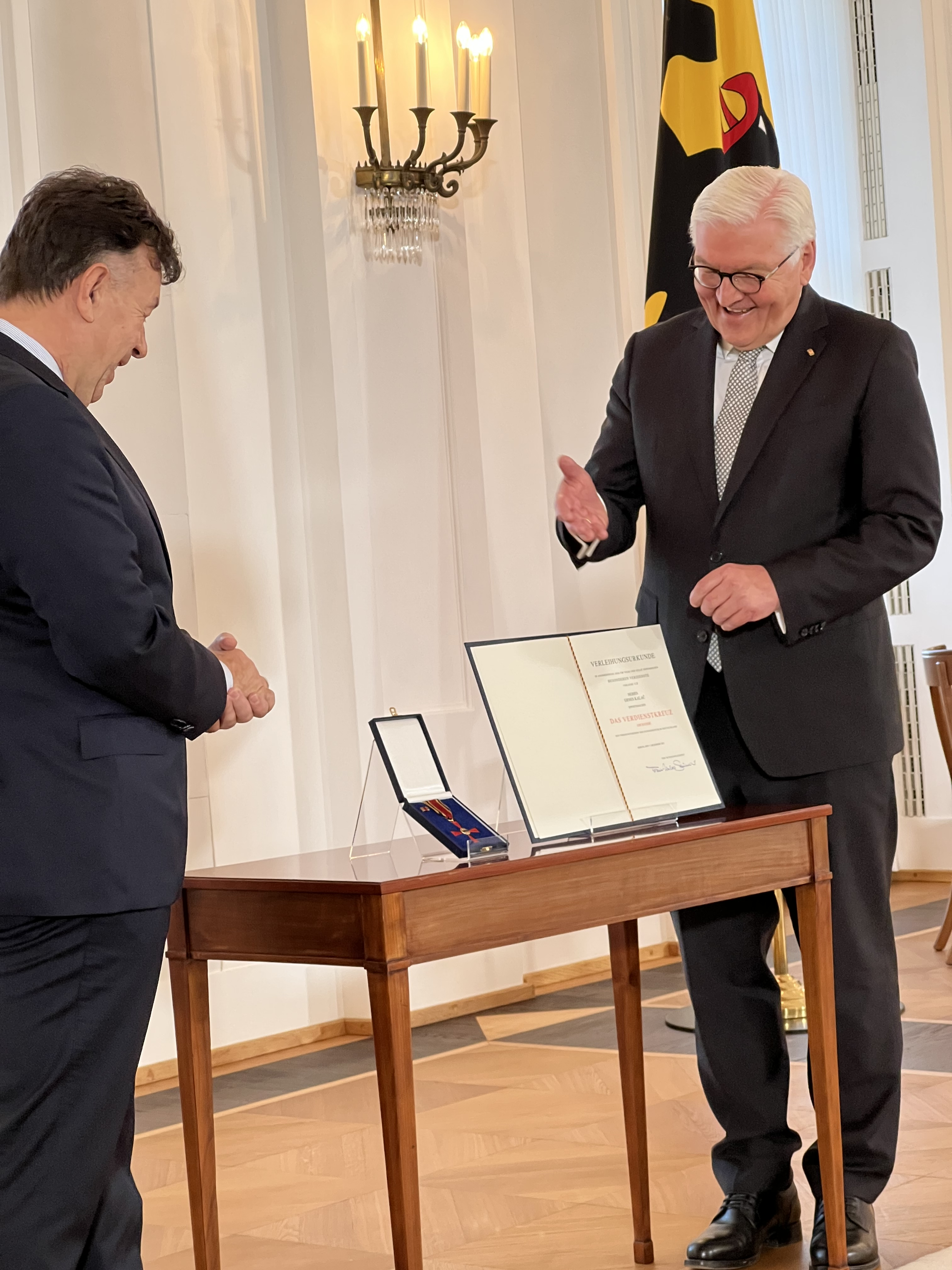
Im Schloss Bellevue mit dem Bundespräsidenten bei der Bundesverdienstkreuzverleihung (3. Dezember 2021)

Im Jahre 2002 gründete Kalač den integrativen Gesundheits- und Kampfsportverein Lotus Eppertshausen/Rödermark. Sowohl Behinderte als auch Flüchtlinge haben die Möglichkeit, in dem Verein Kampfsport zu lernen. Dabei wird z. B. auch weitgehend mittellosen Flüchtlingskindern kostenlos eine Sportausrüstung gestellt und eine Vollmitgliedschaft ermöglicht. Der Verein bzw. Kalac, der seit 2003 1. Vorsitzender ist, wurden für diese vorbildliche Arbeit mehrfach mit dem Stern des Sports, mit dem hessischen Integrationspreis 2006 und dem Heinz-Lindner-Preis 2007 ausgezeichnet.
Aufgrund seiner Biographie ist das Thema „Integration durch Sport“ zentral für die Arbeit von Kalac: Als „politischer Kriegsflüchtling aus dem ehemaligen Jugoslawien war und ist es bis heute mein Ziel, mich in Deutschland, dem Land, das mir Zuflucht gewährt hat, zu integrieren. Da ich durch eigenes Erleben die Schwierigkeiten dieses Prozesses kennen gelernt habe, ist es nun mein Ziel, jungen Menschen zu helfen, diesen Prozess zu verkürzen und sich in diesem Land heimisch zu fühlen.“
„Integration heißt für mich, die Kultur des Landes zu kennen, die Regeln und Gesetze auf allen Ebenen zu akzeptieren und sich allgemein, an das soziale und kulturelle Leben anzupassen.“
„Integration bezieht sich für mich aber nicht nur auf die Gruppe der Menschen mit Migrationshintergrund, sondern auch auf die Einheimischen aus sozial belasteten Verhältnissen. Da ich aus meiner Anfangszeit in Deutschland weiß, wie schwer es ist, sich eine gesicherte Existenz aufzubauen, ist es ein zentrales Ziel meiner Tätigkeit, Jugendliche aus sozial schwachen Verhältnissen besonders zu fördern.“
2021 wurde ihm zum Tag des Ehrenamtes von Bundespräsident Frank-Walter Steinmeier das Bundesverdienstkreuz am Bande für Engagement in der Einwanderungsgesellschaft verliehen.

## Karate für Menschen mit Behinderung
Ernes Erko Kalač verfügt als erstes World-Karate-Federation-(WKF)-Mitglied bereits über eine eigene Abteilung für „Karate für Menschen mit Behinderung“. Im Jahr 2008 fand die erste Deutsche Meisterschaft in Erfurt statt. Kalač hat das Konzept Karate für Menschen mit Behinderung, die Wettkampfregeln, das Leistungs- und das Breitensportkonzept bearbeitet.

## Sonstiges
Aufgrund seiner schwierigen Zeiten als Flüchtling in der BR Deutschland, vor allem als Sportler, weil er weiterhin Sport treiben wollte, hatte er leider kein Geld, um den Vereinsbeitrag zu bezahlen oder sich weiterzubilden. Aus diesem Grund gründete er die Initiative C&E Bildung und Sport, mit der er Sportler und Studenten durch die Vergabe von Stipendien unterstützt. Die Initiative C&E Bildung und Sport unterstützt ebenfalls Kinder und Studierende aus seiner Geburtsstadt Rožaje und seinem Geburtsland Montenegro.

## Werke
- Ernes Erko Kalac, Anja Peschel: „Faszination und integrative Kraft des Sports – Geschichte eines Geflüchteten“[10] Hamburg 2019, ISBN 978-3-8382-1257-9.